# Kino atrakcji
Kino atrakcji – termin z zakresu historii filmu, charakteryzujący wczesny etap rozwoju kina niemego, kiedy to filmy koncentrowały się przede wszystkim na wizualnej atrakcyjności, zadziwieniu widza wysmakowanymi planami i kostiumami, efektami specjalnymi oraz niezwykłą tematyką, mniej interesując się fabułą, budowaniem postaci i opowiadaniem wydarzeń. Termin stworzyli w 1985 Tom Gunning i André Gaudreault.
Według autorów terminu kino atrakcji przestało dominować po ok. 1910 (przy czym w latach 1903–1910 trwał okres przejściowy). Po tym czasie nastąpiło natomiast utrwalenie się kina narracyjnego ("kina integralności narracyjnej"), przedkładającego opowiadanie ponad pokazywanie.
Jedną z charakterystycznych cech kina atrakcji jest wyrazista świadomość obecności odbiorcy (inaczej niż w filmach narracyjnych, w których widz pełni rolę niewidocznego podglądacza), którego film stara się zadziwić, zachwycić lub wystraszyć
Powstanie terminu wiązało się z nową tendencją w badaniach z dziedziny historii filmu, zgodnie z którą dawne utwory kinematograficzne należało omawiać w kontekście ich czasów i intencji, jakie przyświecały ich twórcom, zamiast (jak czyniono wcześniej) uważać je jedynie za prymitywne wersje późniejszych, właściwych filmów.
Termin "kino atrakcji" bywał również krytykowany. Charles Mussler twierdził, że wczesne kino koncentrowało się w dużo większym stopniu na narracji, niż sugerują Gunning i Gaudreault. Zwracał przy tym uwagę zarówno na powstawanie w tym czasie filmów opartych na fabule (m.in. tworzonych przez Edwina Portera), jak i na rolę lektorów, którzy komentowali filmy podczas ich projekcji, tym samym być może wzmacniając ich wymiar fabularny. Gunning twierdzi jednak, że fabuła wczesnych filmów miała być jedynie pretekstem dla ukazywania atrakcji, a lektorzy mogli nie tyle służyć opowiadaniu, co zwracaniu jej uwagi na efekty, a ponadto ich komentarze nie stanowiły integralnej części filmów.